# Budge-Palais

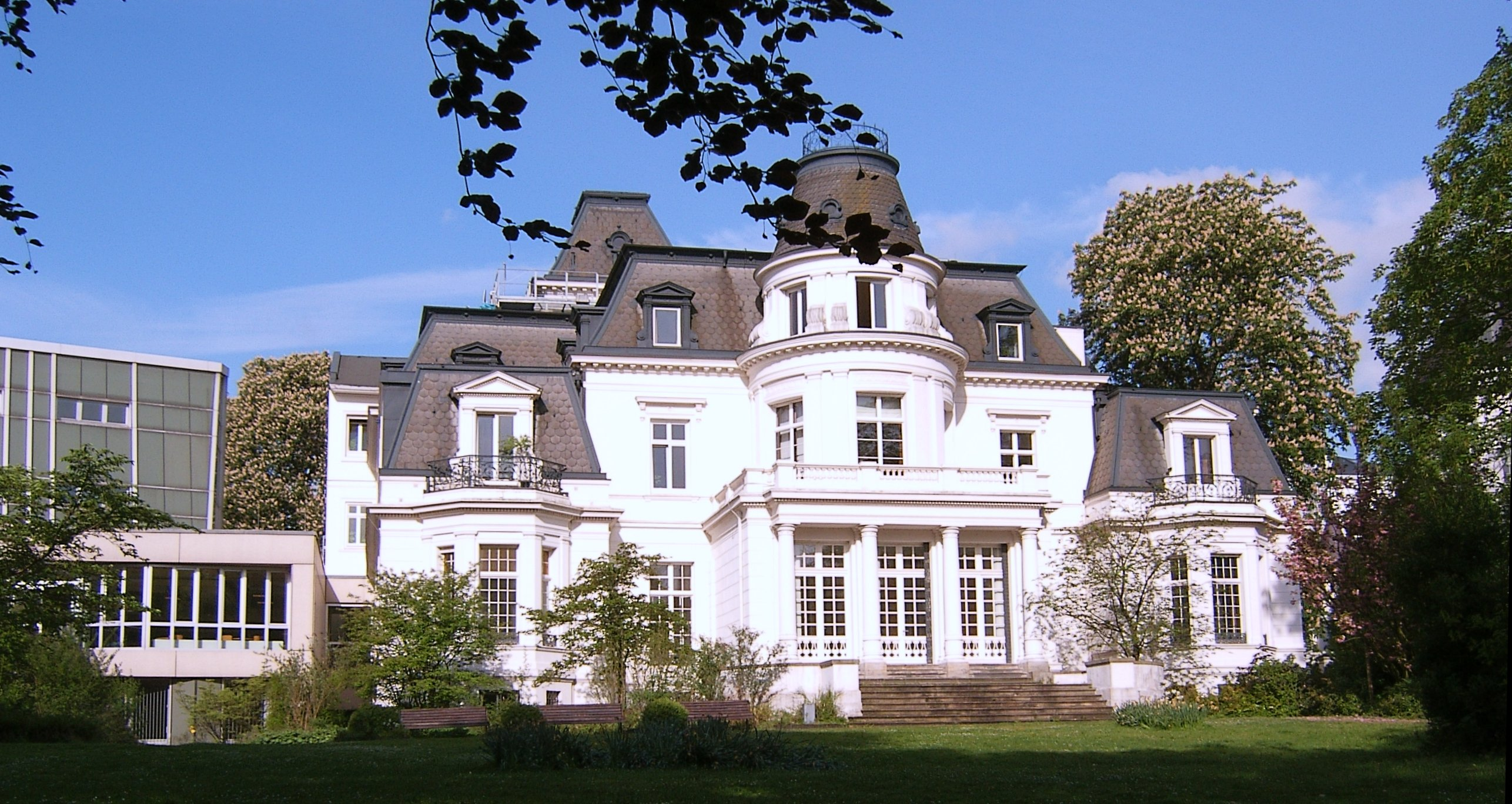
Budge-Palais am Harvestehuder Weg

Das Budge-Palais ist ein klassizistischer Villenbau des Architekten Martin Haller am Harvestehuder Weg 12, Ecke Milchstraße, im Hamburger Stadtteil Rotherbaum im Bezirk Eimsbüttel. Es wurde 1884 als Wohnhaus errichtet und später mehrfach umgebaut. Ab 1903 bewohnten es Henry (1840–1928) und Emma Budge (1852–1937). Nach einem zweifelhaften Ankauf durch die Stadt Hamburg war es von 1938 bis 1945 der Sitz der Reichsstatthalterei unter dem Gauleiter Karl Kaufmann. Seit 1959 wird das Gebäude von der Hochschule für Musik und Theater Hamburg (HfMT) genutzt und ist mit Anbauten moderner Architektur erweitert worden. Im April 2011 konnte nach einem Restitutionsbegehren eine Einigung mit den Budge-Erben erzielt werden, das Palais verbleibt im Eigentum der Stadt.

## Geschichte

### Villa Gans

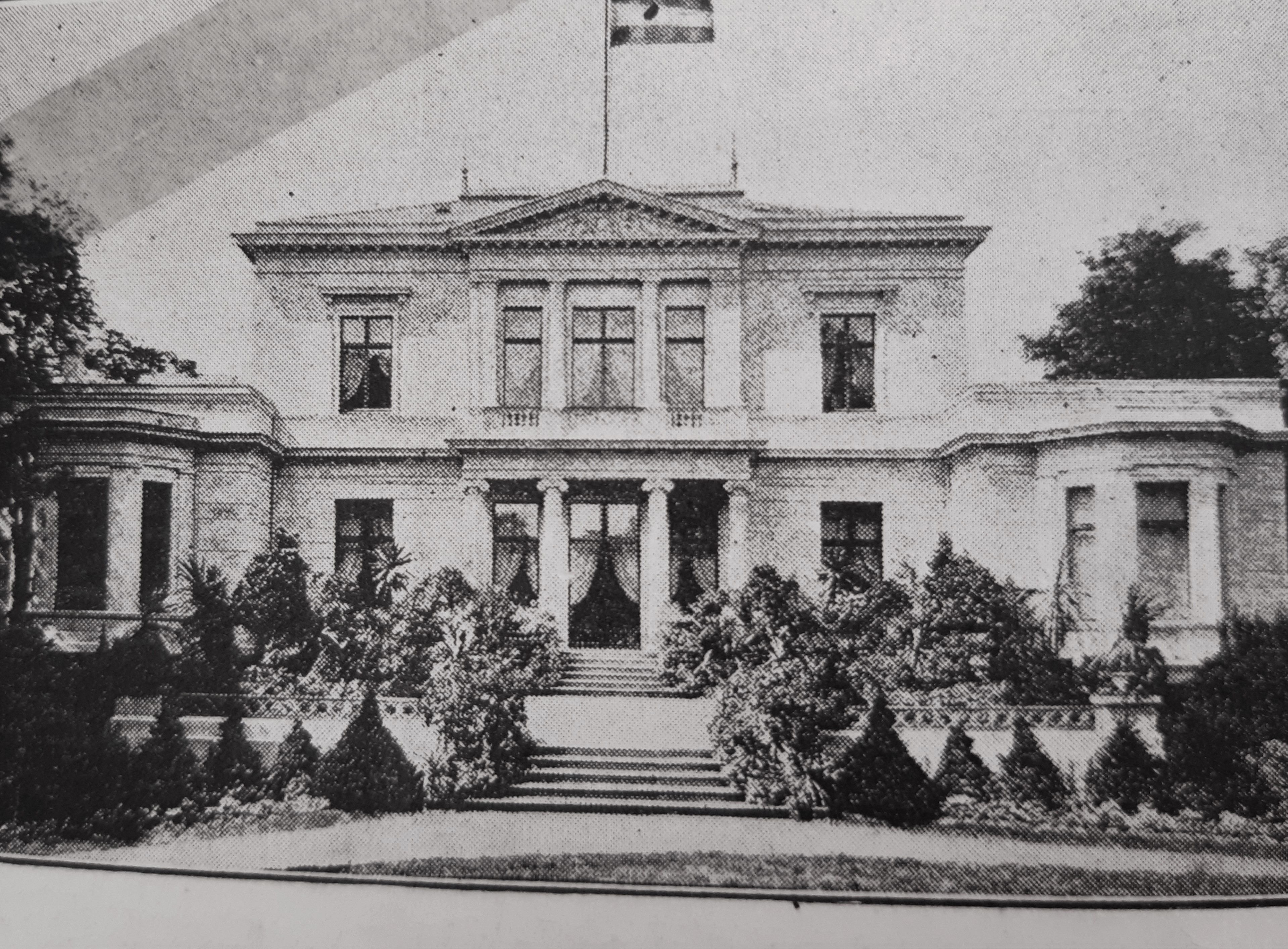
Villa Gans 1886

Der Architekt Martin Haller baute das Haus 1883/1884 für den Schiffsmakler Ivan Gans. Es war ein klassizistischer zweistöckiger Putzbau mit etwa zwanzig Zimmern, großer Eingangshalle und Freitreppe zu den Alsterwiesen hin. Ausgestattet war die Villa mit einer Wasserheizung. Die Baukosten betrugen 150.000 Mark. In das Grundstück einbezogen wurden die bereits 1872 von dem Architekten Wilhelm Hauers für den Geschäftsmann August Fleischel errichteten Gebäude an der Milchstraße als Stallungen und die Remise. Dies waren Ziegelbauten mit Glasuren, die eine Toreinfahrt zu einem Vorplatz bildeten. Die Baukosten dieses Abschnitts sind mit 30.000 Mark angegeben.

### Budge-Palais

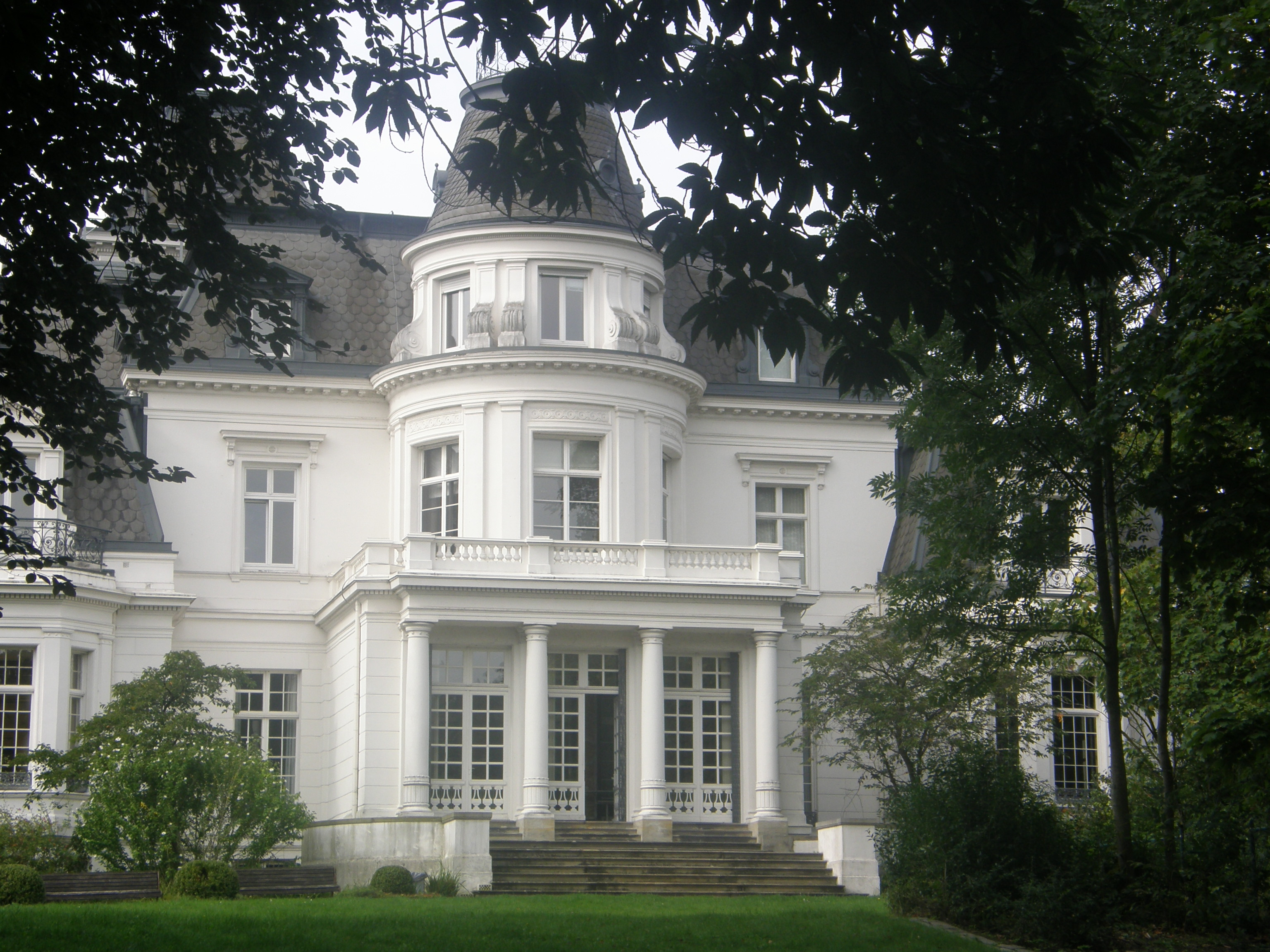
Risalitanbau mit Veranda und Freitreppe

1900 kaufte Henry Budge, ein amerikanischer Geschäftsmann deutscher Herkunft, die Villa samt der Parkanlage am Alstervorland und ließ sie in den Folgejahren von Haller etappenweise umbauen und erweitern. Hinzugekauft wurden die Häuser Magdalenenstraße 50 und Milchstraße 11. Es entstand ein großzügig angelegter Komplex in einem ausgeprägten französischen Neorenaissance-Stil mit starkem Einschlag barocker Formen, ergänzt um dänisch-klassizistische Einflüsse. Das Grundstück umfasste Remisen, Stallgebäude, Obst- und Treibhäuser, eine Blumenhalle und einen Teepavillon am Alsterufer. Vom Ursprungsbau des Wohnhauses sichtbar erhalten blieben der mittlere, zweigeschossige Trakt und die beiden Außenflügel mit Erkern. Zur Alsterseite hin wurde das Gebäude um einen halbrunden Mittelrisalit mit Verandavorbau erweitert, das Dachgeschoss erhielt einen Ausbau und die Seitenflügel markante steile Runddächer. Hinzu kam eine unterirdische Kegelbahn mit Fahrstuhl. Bezogen hat das Ehepaar Budge das Haus im Jahr 1903, der Gesamtumbau zum Budge-Palais dauerte bis 1913. Der Wert des Anwesens nach der Fertigstellung wird mit 2,5 Millionen Reichsmark angegeben. Der amerikanische Professor und Künstler Peter Kahn, dessen Mutter die Dichterin und Harfenisten Nellie Budge Kahn war, und der als Kind in dem Palais ein- und ausgegangen war, erinnerte sich später:

„Viele Hamburger nannten es aber die ´Badeanstalt´, weil es so viele Badezimmer hatte (20, so viel ich mich erinnere). Das kam daher, dass Budges von Amerika kamen, wo Badezimmer unbedingte Notwendigkeiten der Leute guten Tones geworden sind (...).“

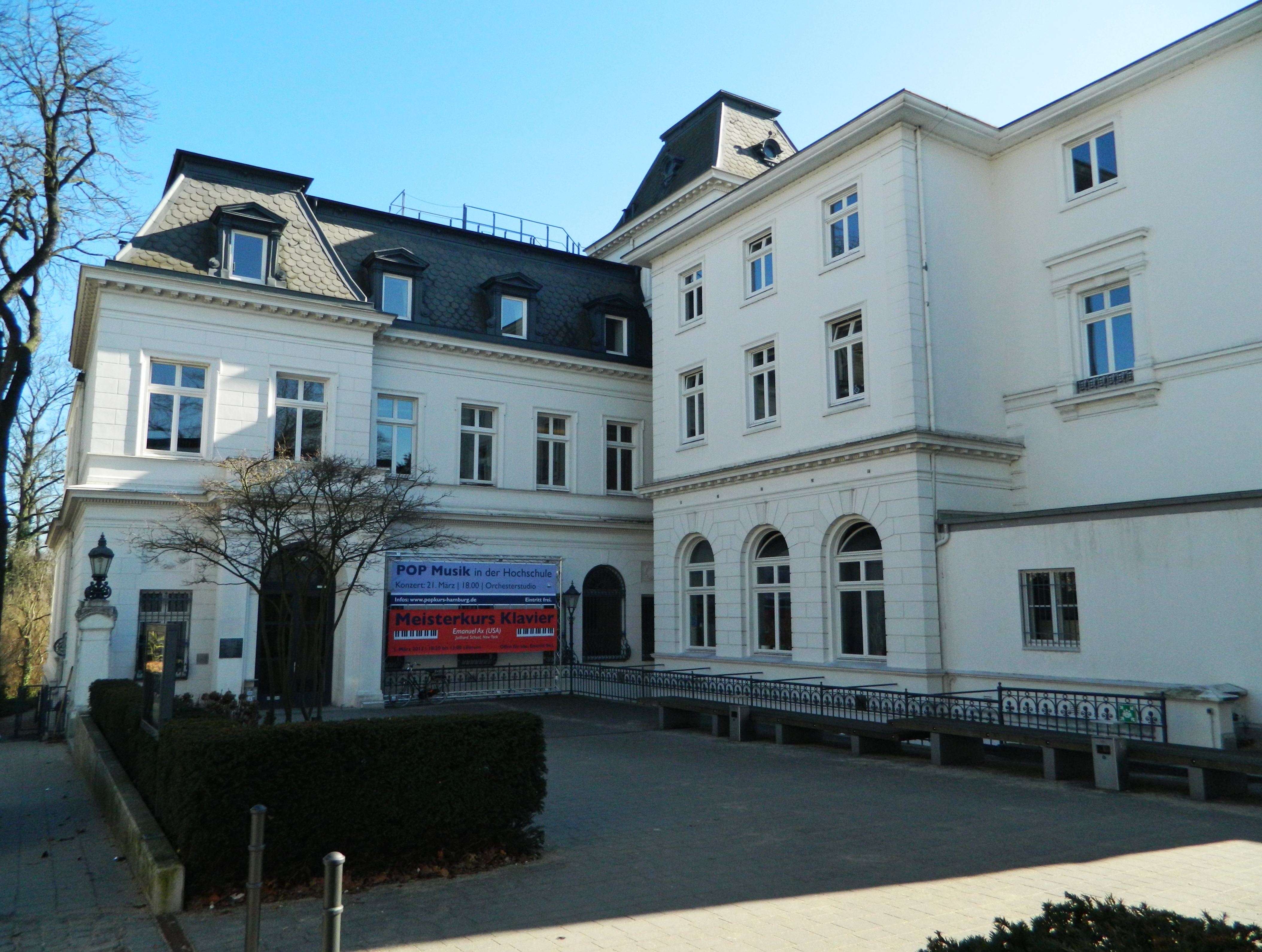
Budge-Palais – Eingangsbereich der Musikhochschule an der Milchstraße

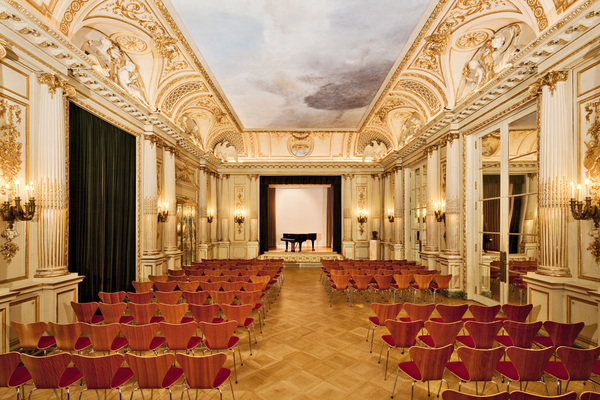
Spiegelsaal, seit 1987 im Museum für Kunst und Gewerbe ausgestellt

In den Jahren 1909/1910 ließ Henry Budge als Geburtstagsgeschenk für seine vielseitig kunstinteressierte Frau Emma auf der Rückseite einen im Stil des Historismus gehaltenen Saal anbauen, der – als Spiegelsaal eingerichtet – privaten Theater- und Musikaufführungen diente. Die von den Pariser Innendekorateuren Lucien Alavoine & Cie gestaltete Innenausstattung im Rokoko-Ambiente war in den Augen Martin Hallers „ein kaum zu duldender Schund“. Überliefert ist, dass Künstler wie Enrico Caruso, Paul Hindemith und Ottilie Metzger aufgetreten sind.
Am 20. Oktober 1928 starb Henry Budge. Nach einer gemeinsamen Verfügung mit seiner Frau Emma war vorgesehen, dass die umfangreiche gewerbliche Kunstsammlung, die das Ehepaar seit seiner Übersiedlung nach Deutschland zusammengetragen hatte, nach dem Tod des letzten Ehegatten an das Hamburger Museum für Kunst und Gewerbe übergehen sollte. Emma Budge, die nach dem Tod ihres Mannes die Vollmacht über den Besitz erlangte, erweiterte die Schenkungsabsicht und handelte im Frühjahr 1932 mit dem damaligen Staatsrat Leo Lippmann die Gründung einer weiteren Emma-Budge-Stiftung aus, nach der auch der gesamte Grundbesitz am Harvestehuder Weg in das Eigentum der Stadt übergehen und mit seinen Kunstschätzen als Museum geöffnet werden sollte. Nach der Machtübernahme der Nationalsozialisten zog Emma Budge dieses Angebot im Herbst 1933 zurück und änderte ihr Testament bis zu dessen endgültiger Fassung im November 1935 mehrmals.

„Gezwungen sehe ich mich zu dieser Aufhebung und Neuordnung durch die Veränderung (...) der allgemeinen wirtschaftlichen und auch politischen Verhältnisse in Deutschland, welche es mir widersinnig erscheinen lassen, eine von mir zu Gunsten der Stadt Hamburg angeordnete Verfügung weiter bestehen zu lassen.“

Sie reagierte auf die unsicheren politischen Verhältnisse, indem sie in dieser letzten Verfügung vier Testamentsvollstrecker einsetzte, die nach eigenem Ermessen eine Verwertung des Hauses, der Kunstsammlung und ihres Vermögens vornehmen sollten, doch sollte der Nachlass ausdrücklich nicht in die Verfügungsgewalt der Stadt Hamburg gelangen. Die Testamentsvollstrecker waren der Bankier Max Warburg, der Rechtsanwalt Hermann Samson, und die Budge-Neffen Max Kronheimer und Ludwig Bernstein. Für den Fall, dass diese Beauftragten ausfallen und jemand anderes benannt werden solle, war weiter verfügt, dass es sich dabei um jemand handeln müsse, der jüdischen Glaubens sei. Bedacht waren von dem Testament 13 jüdische Verwandte. Emma Budge fühlte sich als amerikanische Staatsbürgerin vor direkter Verfolgung durch die Nationalsozialisten sicher. Doch in ihrer Familie waren etliche Mitglieder betroffen. So wurde ihr Neffe Siegfried Budge bereits im März 1933 von der Universität Frankfurt am Main entlassen. Sie lud ihn und seine Frau Ella ein, bei ihr in Hamburg zu wohnen.

### Reichsstatthalterei
Als Emma Budge am 14. Februar 1937 starb, waren einige der Erben bereits ausgewandert, andere bereiteten ihre Emigration vor. Die Testamentsvollstrecker boten das Palais zum Kauf an, im Herbst 1937 machte der Reichsstatthalter und Gauleiter der NSDAP Karl Kaufmann den Anspruch der Stadt Hamburg auf das Haus geltend. Bereits 1935 war eine benachbarte Villa auf dem Grundstück Nr. 10 – die vormalige Villa Blohm – als Verwaltungsgebäude erworben worden, so dass der Budge-Besitz als willkommene Erweiterung zu einem repräsentativen Hauptsitz der Reichsstatthalterei angesehen wurde. Am 11. Dezember 1937 ging das Haus samt Grundstück und Nebengebäuden in das Eigentum der Stadt Hamburg über. Der Gesamtpreis in Höhe von 305.000 Reichsmark wurde dem Nachlasskonto beim Bankhaus M.M. Warburg gutgeschrieben.
Der Hausrat, die Sammlungen, die Gemälde, die Möbel und das Geschirr wurden in fünf Möbelwagen nach Berlin gebracht und dort öffentlich im Auktionshaus Paul Graupe in zwei Auktionen versteigert. Der Erlös betrug etwa eine Million Reichsmark. Auch dieses Geld wurde auf ein Sperrmark-Konto gezahlt. Zum Budge-Nachlass gehörten zudem weitere Vermögenswerte, insbesondere ausländische Wertpapiere und Dollarguthaben. Insgesamt wird von einem Gesamtwert des Erbes von 6 Millionen Reichsmark ausgegangen, das der nationalsozialistische Staat in den folgenden Jahren zum größten Teil an sich brachte, indem die Testamentsvollstrecker abgesetzt, die noch in Deutschland lebenden Erben an der Auswanderung gehindert und teilweise inhaftiert wurden, und scheinbar legal über Sicherungsanordnungen, Sondersteuern und -abgaben so viel eingezogen wurde, dass letztlich kein Auszahlungsbetrag verblieb. Als neuer Nachlassverwalter wurde von den Hamburger Behörden der ehemalige Steuerberater Emma Budges, der Wirtschaftsprüfer Gottfried Francke, eingesetzt.

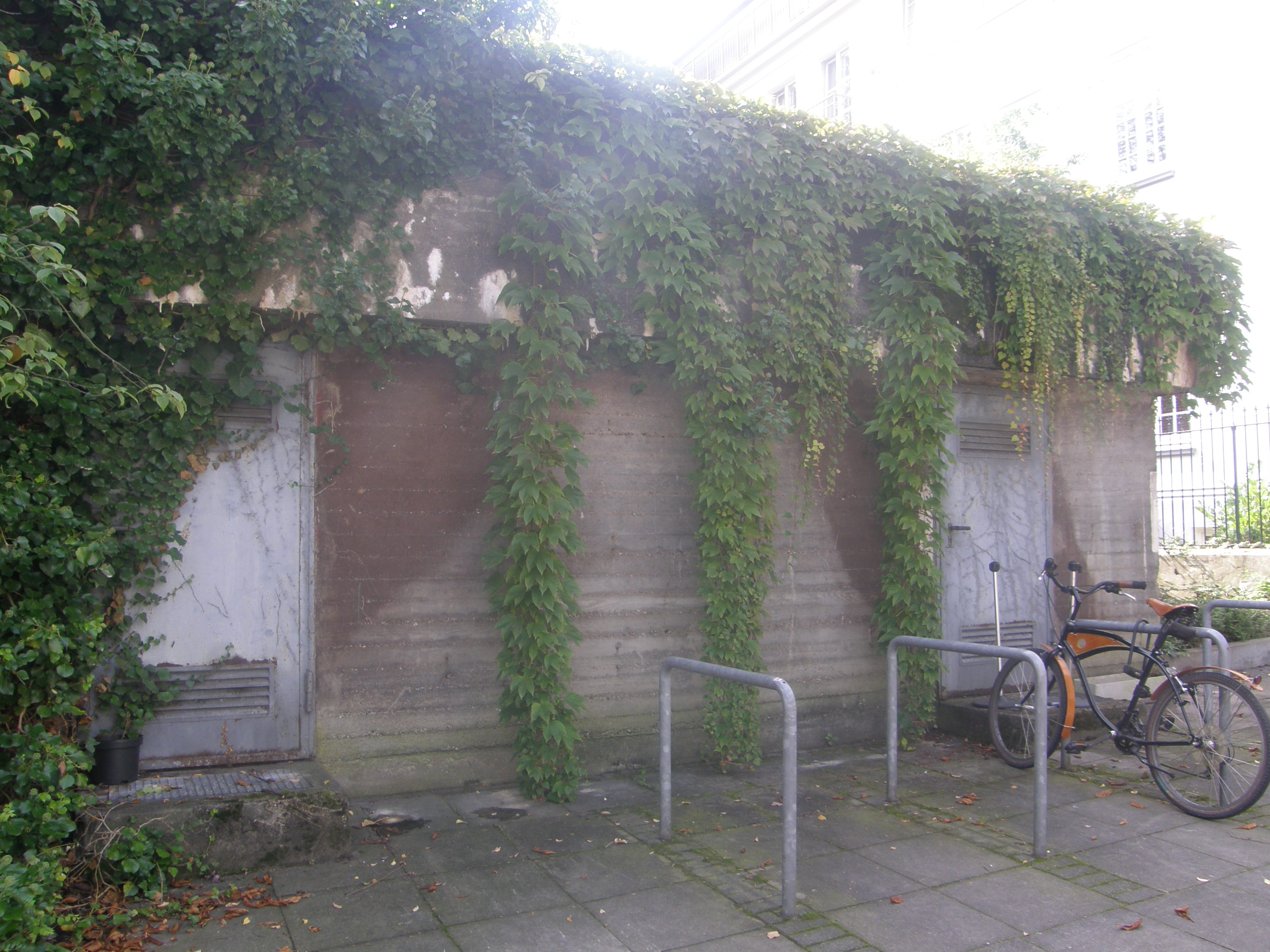
Der Bunker im hinteren Teil des Grundstücks

Die letzten Bewohner der Villa, Henry Budges Neffe Siegfried Budge (1869–1941) und seine Ehefrau Ella Budge (1875–1943), mussten nach dem Eigentumsübergang das Haus verlassen, beide starben während der weiteren Verfolgung durch die Nationalsozialisten. Das Haus wurde zur Residenz des Reichsstatthalters und zu einem Machtzentrum der Hamburger Nationalsozialisten ausgebaut. Die Villen auf den Grundstücken Nr. 10, vormals Villa Blohm, und Nr. 11, vormals Eigentum des jüdischen Innenarchitekten Curt Klavier und diesem 1939 entzogen, wurden in dem Komplex als Verwaltungstrakte und Angestelltenhäuser einbezogen. Am 1. April 1938 war die Umwandlung von einem Wohnhaus zum Amtssitz des Reichsstatthalters vollzogen, die Raumaufteilung wurde Bürozwecken angepasst, die Innenausstattung war dominiert von Hitler-Porträts und denen anderer nationalsozialistischer Größen. Die Decke des Spiegelsaals erhielt in jeder Ecke einen Adler mit Hakenkreuz in den Klauen. Der Komplex beherbergte als Hauptsitz der hamburgischen Staatsverwaltung die Referate der Allgemeinen Verwaltung, die Konsularabteilung und die Polizeiabteilung. Im Haus Magdalenenstraße 50 wurde die Schul- und Hochschulabteilung untergebracht. 1939/40 ließ Karl Kaufmann auf dem hinteren Teil des Grundstücks einen Bunker bauen, der während des Zweiten Weltkrieges als Stabsquartier diente.

### Nachkriegszeit
Im Mai 1945 wurde der gesamte Komplex von britischen Truppen beschlagnahmt und zunächst als Boarding-House und zeitweiliges Wohnquartier für Offiziere und Mannschaften genutzt. Zeitweilig war es als Lazarett eingerichtet. 1946 zog der Westside-Club, ein Offiziersklub mit zwei Bars und Lunchroom ein. Im Spiegelsaal gastierten englische Schauspieler. Schließlich wurde das Budge-Palais als Hotel für hochrangige britische Besucher in Hamburg genutzt. Im Haus Nr. 10 kam zeitweilig die Gerichtsmedizin unter.
Der zur Alster gelegene Teil des Grundstücks jenseits des Harvestehuder Wegs wurde anlässlich der Bundesgartenschau 1953 in den öffentlichen Alsterpark einbezogen.

### Hochschule für Musik und Theater

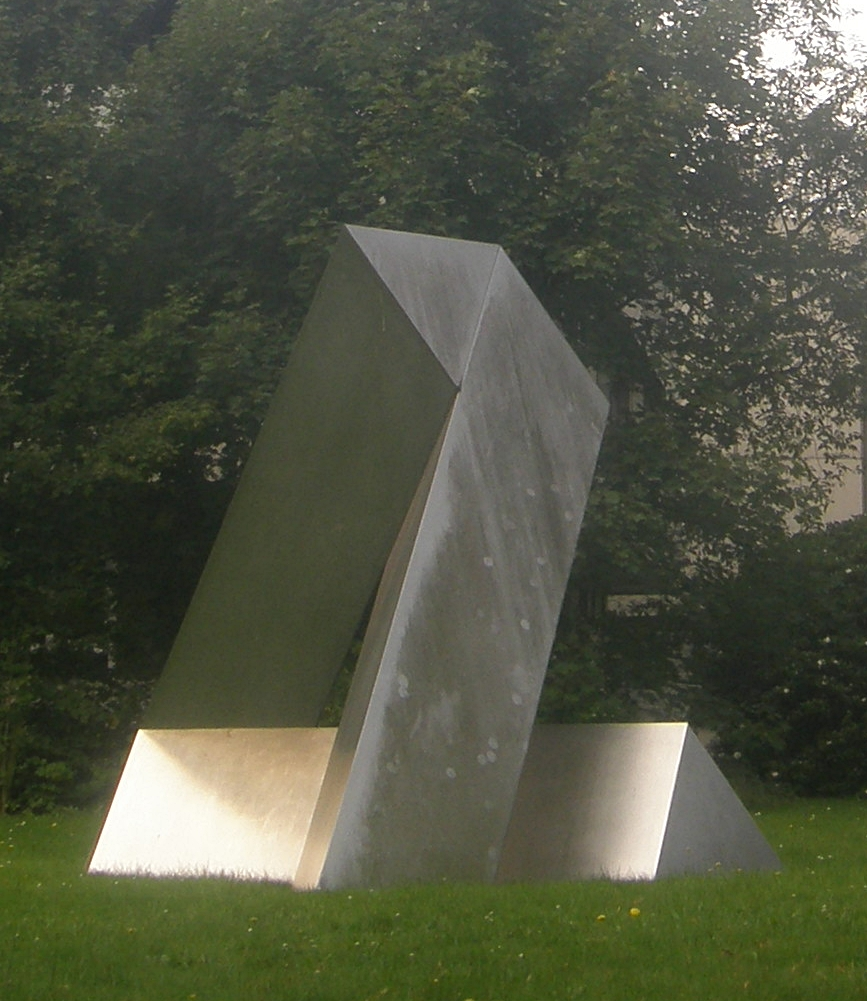
Jan Meyer-Rogge: Dreiklang, Leichtmetallskulptur im Park der Musikhochschule

Die Briten gaben das Haus im Jahr 1956 an die Stadt Hamburg zurück. Zunächst wurde die Hochschule für Musik Hamburg (damaliger Name der HfMT) provisorisch untergebracht, nach erneuten Umbauten erfolgte 1959 der offizielle Einzug. Zu deren Erweiterung wurden die benachbarten Villen Harvestehuder Weg 10 und 11 in den Jahren 1960 und 1964 abgerissen und zwischen 1969 und 1982 Anbauten nach Entwürfen des Architekten Fritz Trautwein (1911–1993) errichtet.
1974 schuf der Künstler Jan Meyer-Rogge die Skulptur Dreiklang aus Leichtmetall, die vor der ehemaligen Hausnummer 11 installiert ist.
Der Spiegelsaal, der bis dahin für kammermusikalische Aufführungen der Studierenden der HfMT gedient hatte, wurde 1980 abgetragen, um Platz für einen weiteren Anbau zu schaffen, und in das Museum für Kunst und Gewerbe verbracht. Dort baute man ihn 1987 originalgetreu wieder auf und nutzt ihn seitdem für Konzerte.

## Restitution
Die Nachlasssache Budge war durch den von den Nationalsozialisten eingesetzten Verwalter Gottfried Francke trotz regelmäßiger Anmahnung des Gerichts bis zum Kriegsende nicht abgeschlossen worden. 1949 kam es zu einem Ersuchen der Anwälte der in den USA lebenden Erben beim Amtsgericht Hamburg, Francke als amtierenden Testamentsvollstrecker abzusetzen. Doch wurde dieses Verlangen abgewiesen, Francke blieb trotz nationalsozialistischer Verstrickung im Amt. In der Folge konnte die Stadt Hamburg ein Rückerstattungsverfahren nach britischen Maßgaben abwenden und mit Francke einen Vergleich über den Grundstückskomplex Harvestehuder Weg 12 aushandeln, ohne dass die Erben benachrichtigt wurden. In diesem Vergleich erklärte sich die Stadt bereit, einen Betrag von 22.500 DM auf den Kaufpreis nachzuzahlen. Formell wurde das Budge-Eigentum nach Beschluss der Wiedergutmachungskammer am 1. Oktober 1952 gegenüber dem Verwalter zurückerstattet. Am 10. November 1952 verfügte das gleiche Gericht, dass die Stadt Hamburg das Budge-Palais einschließlich der Nebengrundstücke für eben den Preis von 22.500 DM erwerben kann. Auch über diesen Vorgang wurden die Erben des Budge-Nachlasses nicht informiert. Der damalige Hamburger Finanzsenator Walter Dudek rechtfertigte das Vorgehen im August 1952 mit städtischen Planungen:

„Im Falle der Durchführung des Verfahrens hätte die Wiedergutmachungskammer die Rückerstattung der Grundstücke angeordnet. Die Rückgabe muß jedoch vermieden werden, weil die Stadt u. a. das Alstervorland für öffentliche Zwecke braucht.“

Damit war das Vorgehen der Stadt rechtlich abgesichert, es blieb jedoch der Vorwurf, dass sie nichts unversucht ließ, „so billig wie möglich davonzukommen und die ihr bekannte Unrechtslage zu verschweigen bzw. auszunützen, anstatt die rechtliche und politische Verantwortung für die Wiedergutmachung zu übernehmen“.
Im Mai 2010 wandten sich die Erben erneut über einen Anwalt zur Klärung der Eigentumsfrage am Budge-Palais wie auch am Spiegelsaal an die Hamburger Senatskanzlei, die Finanzbehörde prüfte sodann die Angelegenheit, da eine Restitution „ins städtische Vermögen eingreife“. Die Kulturbehörde hingegen benannte die „moralische Verantwortung“. Im April 2011 kam es zur Einigung, die Stadt Hamburg zahlte den Erben eine Summe, deren Höhe nicht genannt wurde, im Gegenzug erklärten die Erben ihre Ansprüche für abgegolten.

## Gedenken

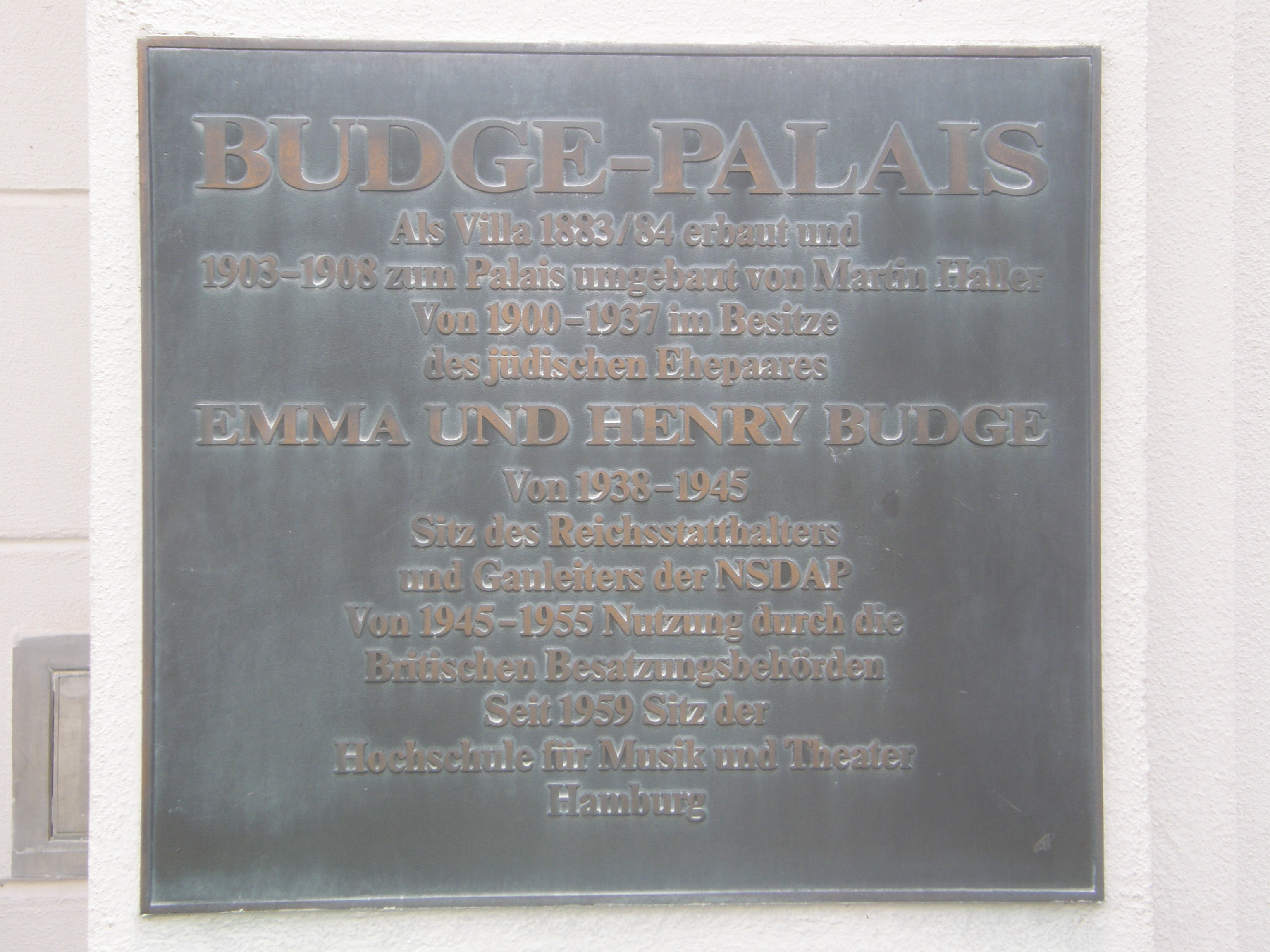
Bronzetafel am Eingang der Musikhochschule

Anlässlich eines Gedenktages am 25. Oktober 1991, 50 Jahre nach dem Beginn der Deportationen jüdischer Mitbürger aus Hamburg, installierte der Künstler Dan Richter-Levin in einem Verbindungsraum zwischen Alt- und Neubau die Bronzeskulptur Bühne des Erinnerns.
Am 16. Mai 1993 wurde der Altbau der Musikhochschule offiziell wieder in Budge-Palais rückbenannt und eine Bronzetafel am Eingang Milchstraße zur Erinnerung an Henry und Emma Budge angebracht.
Im Sommer 2007 wurden zum Gedenken an Ella und Siegfried Budge zwei Stolpersteine in den Gehweg gesetzt. Die Einweihung der Gedenksteine wurde am 26. Mai 2008 in einer Festveranstaltung an der Musikhochschule vorgenommen. Aus diesem Anlass gab die Musikhochschule zusammen mit der Musikstudentin Livia Gleiß eine Broschüre heraus.